# 亚祖陨击坑
亚祖陨击坑（Iazu）是火星珍珠湾区子午线高原中的一座撞击坑，其中心坐标位于南纬2.7度、西经5.2度，直径约7公里。它靠近火星探测漫游者-B“机遇号”着陆点，西面坐落着更大的博波卢陨击坑和奋斗撞击坑，轨道探测器在从奋斗撞击坑上方38公里（24英里）处飞过时，曾对它的坑壁进行了成像。该特征取名自罗马尼亚南部登博维察县村庄亚祖，2006年被国际天文联合会批准接受。

## 轨道视图

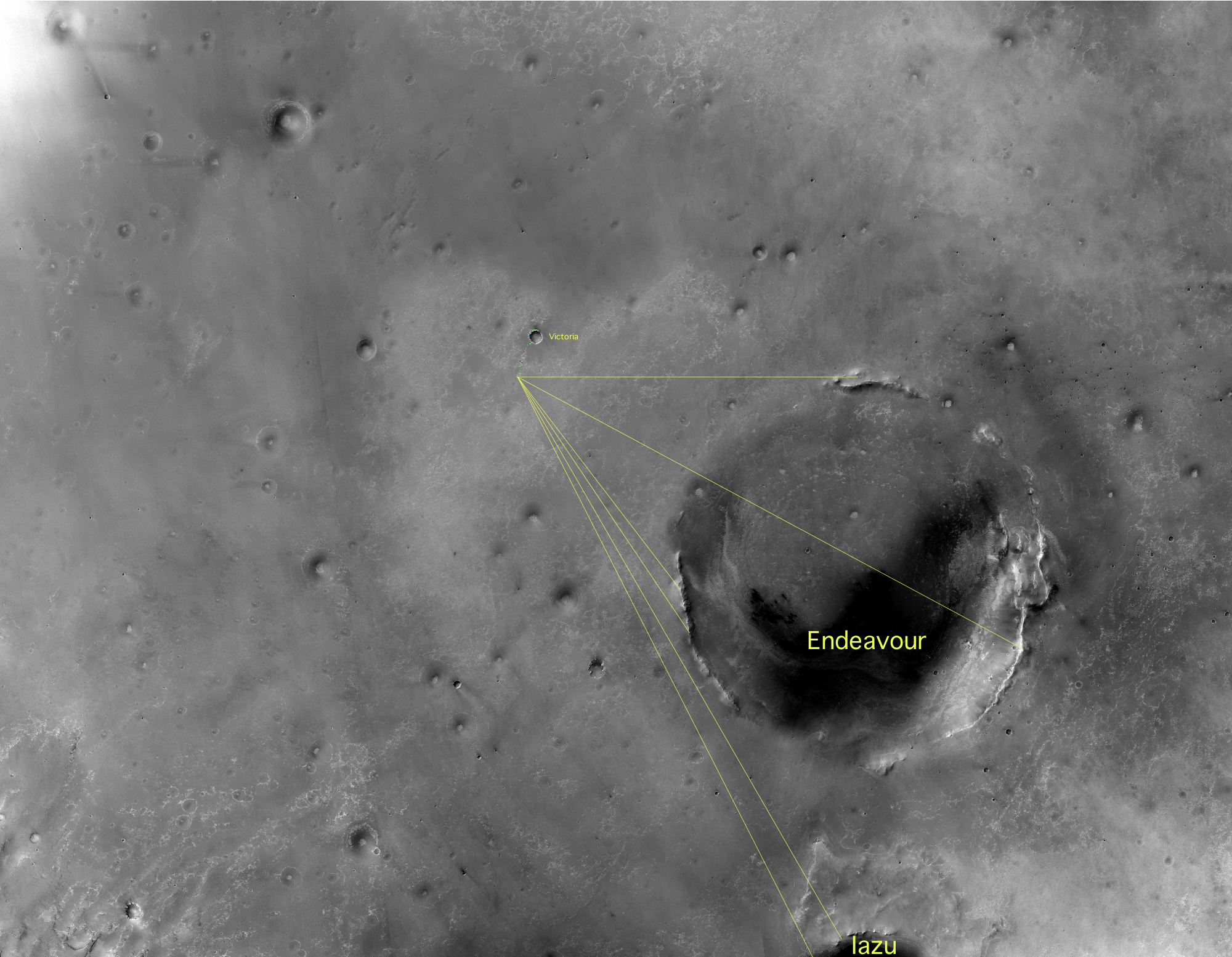
显示了机遇号位置以及亚祖、奋斗和维多利亚陨击坑名称的图像。

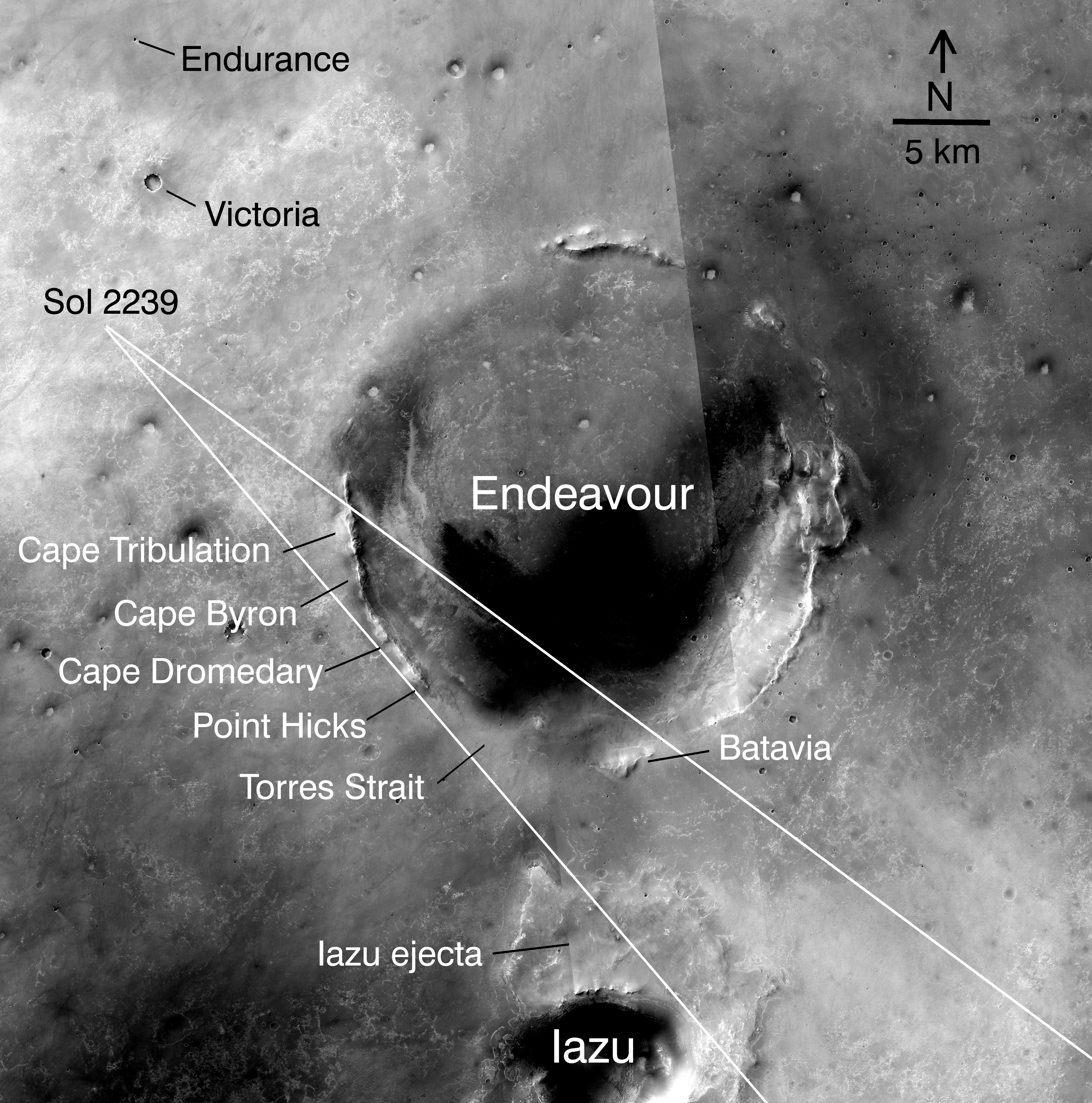
机遇号漫游车在第2239个火星日对包含奋斗陨坑边缘和亚祖陨坑喷出物在内的遥远陨石坑进行的成像。

## 背景图

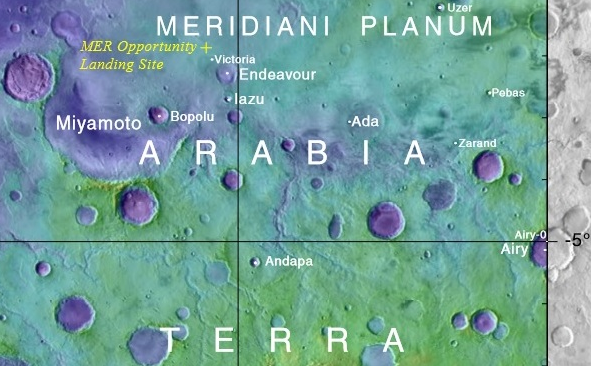
机遇号着陆点及周边包括奋斗和艾里等部分陨石坑的注释高程图。

## 另请查看
- 火星撞击坑
- 火星地理